# Punto Rojo
Punto Rojo fue un periódico anarquista editado por Práxedis G. Guerrero en El Paso, Texas, entre 1909 y 1910.
Punto Rojo fue una de las varias iniciativas enmarcadas por el esfuerzo periodístico y propagandístico que un grupo de activistas revolucionarios alrededor de Ricardo Flores Magón venía realizando desde al menos 1900 —tanto en México como en los Estados Unidos— para derrocar la dictadura del entonces Presidente de México, Porfirio Díaz.

## Historia

### Antecedentes
El periódico Revolución editado por la Junta Organizadora del Partido Liberal Mexicano (PLM) en Los Ángeles, California, en 1907 se había suspendido en mayo de 1908 después de que su imprenta fue destruida por agentes del Servicio Secreto. En ese entonces, Práxedis Guerrero, que fue de los últimos responsable de la publicación de Revolución, se encargaba de los preparativos de la insurrección contra Porfirio Díaz programada para el 25 de junio de 1908, junto con otros miembros del PLM como Enrique Flores Magón y Antonio de Pío Araujo. La insurrección del PLM fracasó, como sucedió con la de 1906. Tras discutir si lanzaban un nuevo intento en septiembre, el PLM decidió esperar hasta 1909. 
Guerrero se había establecido en El Paso, Texas, en la frontera con Ciudad Juárez, Chihuahua. Y la Junta Organizadora lo envió como delegado para contactar con los grupos de la Ciudad de México, Puebla y Oaxaca, de regreso a Estados Unidos se entrevistó con representantes del periódico socialista The Appeal to Reason para explicar los motivos del PLM para lanzar una revolución en México.

### Aparición
De vuelta en El Paso, Guerrero inició la publicación de Punto Rojo. El primer número apareció el 15 de agosto de 1909, cuatro páginas formato "digest" (aproximadamente 5½ x 8¼ pulgadas) impresas en una pequeña imprenta manejada por el mismo Guerrero en la casa de su amigo socialista William Lowe. En la cabecera del periódico se leía el lema "No soy una mercancía, soy una idea; y las ideas no se compran, se defienden".
Punto Rojo pronto aumentó de tamaño y comenzaron a colaborar otros miembros del PLM como Enrique Flores Magón, en ese tiempo Práxedis Guerrero además colaboraba en el periódico Evolución Social editado por León Cárdenas Martínez en Toyah, al Oeste de Texas. Esto trajo nuevos ánimos a la organización revolucionaria que había decaído tras el fracaso de 1908 y el posterior arresto de los que habían escapado, como Manuel Sarabia y José María Rangel.
Al igual que Revolución, Punto Rojo llegó a publicarse semanalmente con un tiraje de 10,000 ejemplares en los cuales se promovía la huelga general revolucionaria en México, a través de artículos contra la dictadura de Díaz y diversos aforismos escritos por Guerrero sobre la condición humana y la revolución.

### Persecución
El periódico de inmediato despertó la atención de las autoridades, el cónsul de México en El Paso envió el primer número a la Secretaría de Relaciones Exteriores y denunció a Guerrero como el "jefe revoltoso" buscado por las autoridades, sin embargo el cónsul creía que Punto Rojo se editaba en las prensas de Lauro Aguirre, que desde años atrás venía publicando críticas contra el gobierno de Díaz.
En septiembre de 1909, el cónsul mexicano en Tucson, Arizona, reportó el arribo de agentes provenientes de El Paso, con el fin de localizar en Morenci (anterior residencia de Práxedis Guerrero) a quien pudiera identificar al responsable de Punto Rojo, pues en el área de El Paso no conseguían identificarlo físicamente.
Perseguido por las autoridades, Práxedis Guerrero, que se refería a Punto Rojo como su "chamaco", su "niño" o su "muchacho", tuvo que alejarse de El Paso y el periódico quedó en manos de Lowe, Clemente García y Antonio Velarde. Aunque Guerrero continuó enviando sus escritos desde donde se encontrara.

### Desaparición
En abril de 1910 Punto Rojo fue declarado «libelo criminal» y se ofrecía una recompensa de 10,000 dólares por la captura de su editor, Práxedis Guerrero, acusado de violar las leyes de neutralidad de los Estados Unidos; aunque Guerrero consiguió escapar, la imprenta fue inutilizada y la documentación confiscada. John Kenneth Turner, menciona en su libro México bárbaro que el Servicio Secreto, en su afán por ganar la recompensa, se apoderó de la lista de suscriptores de ella tomó nombres de personas contra las cuales comenzar sus investigaciones. Kenneth Turner menciona también que al menos existían otros 10 casos de periódicos en español dirigidos a lectores mexicanos, suprimidos por las autoridades a lo largo de la frontera.
Nueve meses después de haber aparecido, Punto Rojo fue suprimido en mayo de 1909, sin embargo había conseguido llegar a todo el Sur de los Estados Unidos y en México a distintas poblaciones de Chihuahua, Coahuila, Sonora, Tlaxcala, Oaxaca, Veracruz y Tabasco.
Varios de los artículos escritos por Práxedis Guerrero que aparecieron en Punto Rojo volvieron a publicarse en la cuarta época de Regeneración, a partir del 3 de septiembre de 1910 en Los Ángeles, California; y todavía en los años siguientes después de la muerte de Guerrero en diciembre de 1910. Además de sus aforismos en la sección Puntos Rojos. Y la frase en Punto Rojo, "¿Qué no podéis ser leones? Bueno. Sed simplemente hombres." apareció como lema en el encabezado de muchos números de Regeneración durante esa época.